# Allium kazerouni
Allium kazerouni là một loài thực vật có hoa trong họ Amaryllidaceae. Loài này được Parsa mô tả khoa học đầu tiên năm 1949.